# Lily Kronberger
Lily Kronberger (* 12. November 1890 in Budapest, Österreich-Ungarn; † 21. Mai 1974 in Budapest, Ungarn) war eine ungarische Eiskunstläuferin, die im Einzellauf startete. Sie ist die Weltmeisterin von 1908 bis 1911. Sie gewann den ersten Weltmeistertitel im Sport für Ungarn.
In den Jahren 1908 bis 1910 wurde Kronberger ungarische Meisterin, allerdings in der Herrenkonkurrenz, da es zu dieser Zeit noch keine eigene Damenkonkurrenz gab.
Bei ihren ersten beiden Weltmeisterschaftsteilnahmen in den Jahren 1906 und 1907, den ersten, in denen es überhaupt eine Damenkonkurrenz gab, erreichte sie jeweils den dritten Rang hinter der Britin Madge Syers und der Österreicherin Jenny Herz. In Troppau kürte sie sich 1908 erstmals zur Weltmeisterin und konnte den Titel bis zu ihrem Rücktritt vom aktiven Sport (wegen Heirat) im Jahr 1911 Jahr für Jahr verteidigen. 1908 und 1910 gewann sie vor Elsa Rendschmidt aus dem Deutschen Kaiserreich. Bei ihrem letzten Titelgewinn 1911 in Wien sorgte sie für eine Premiere, indem sie als erste Eiskunstläuferin überhaupt ihre Kür mit Musik unterlegte, was ihr Zoltán Kodály empfohlen hatte.
1983 wurde Kronberger, die Jüdin war, in die Hall of Fame des jüdischen Sports und 1997 schließlich in die Eiskunstlauf Hall of Fame aufgenommen.

## Ergebnisse
| Wettbewerb / Jahr          | 1906 | 1907 | 1908 | 1909 | 1910 | 1911 |
| -------------------------- | ---- | ---- | ---- | ---- | ---- | ---- |
| Weltmeisterschaft          | 3.   | 3.   | 1.   | 1.   | 1.   | 1.   |
| Ungarische Meisterschaften |      |      | 1.*  | 1.*  | 1.*  |      |

* In der Herrenkonkurrenz, da es noch keine Damenkonkurrenz gab